# Solanum laxum

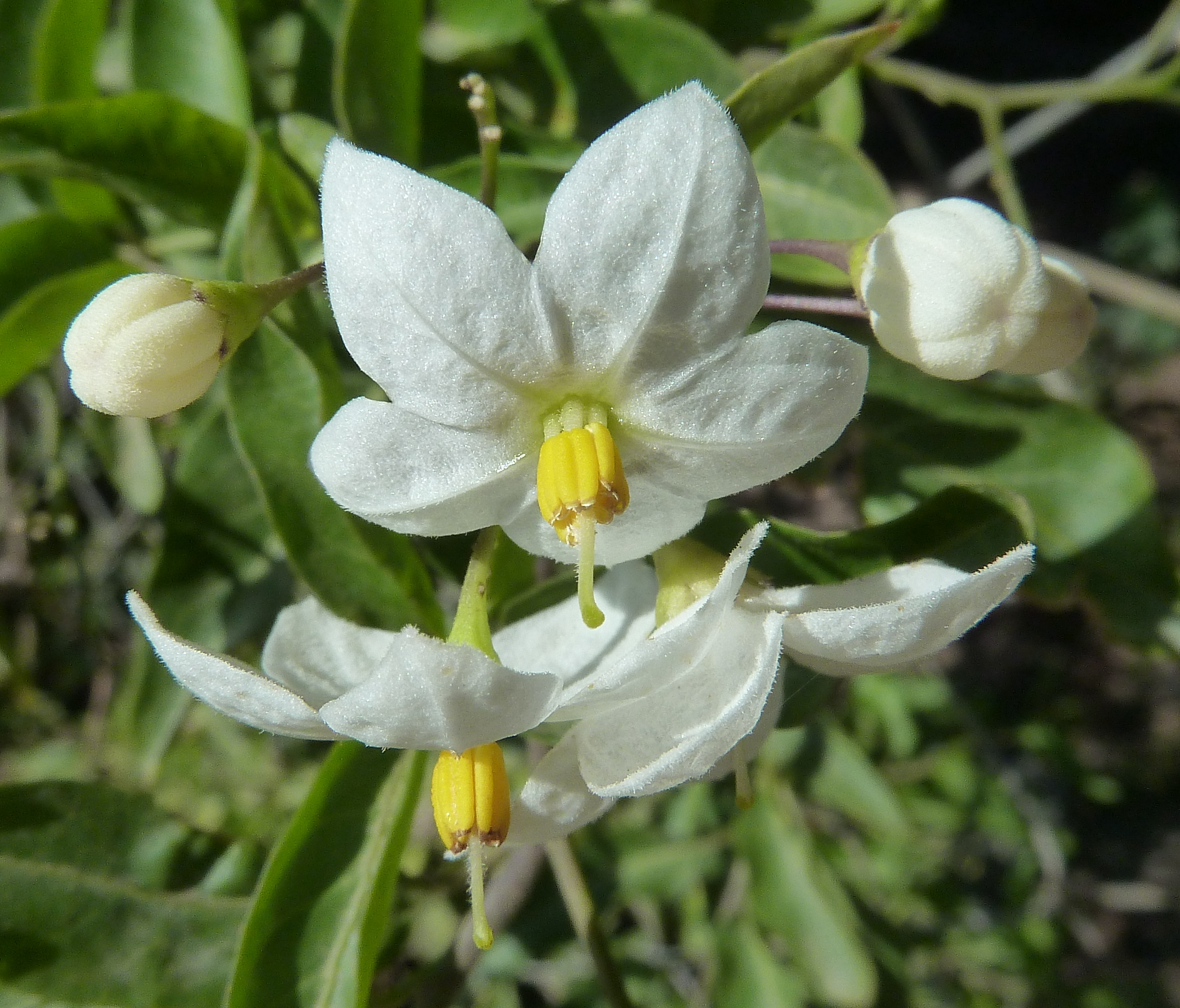
Flores y botones : detalle

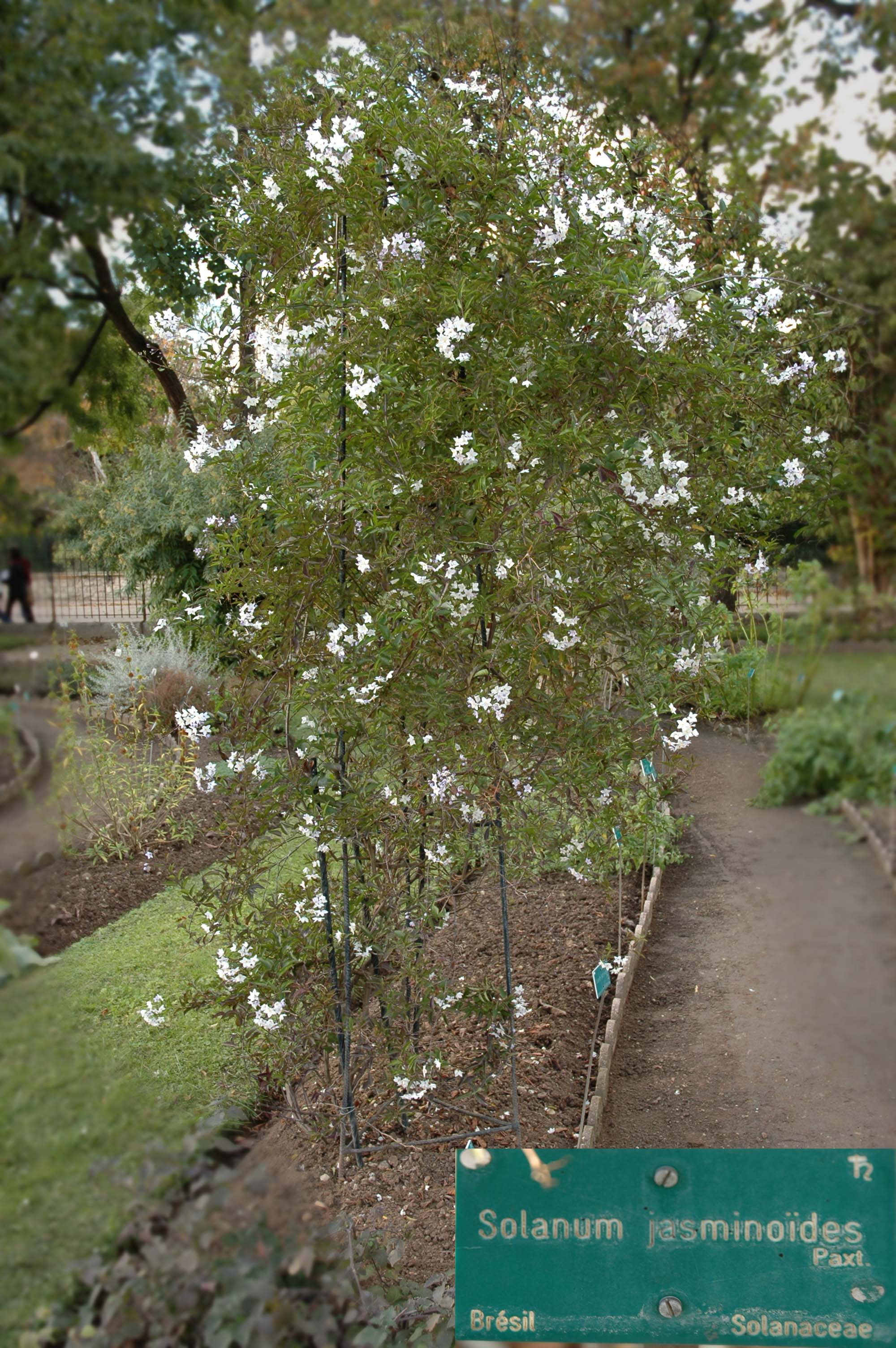
Vista de la planta

Solanum laxum, más conocido por el nombre de uno de sus sinónimos, Solanum jasminoides, es una especie botánica de la familia de las Solanaceae nativa de América del Sur. Conocido comúnmente como falso jazmín

## Descripción
Son plantas trepadoras de tallos volubles y fuertemente zigzagueantes que pueden alcanzar los 5 m de largo.

### Hojas
Las hojas, perennes, de color verde oscuro, son simples, alternas, íntegras, de 3 a 8 cm de largo por 1 a 3 cm ancho. Ocasionalmente profundamente pinnatifidas.

### Flores
Las flores, algo reflejas, crecen en grupos terminales corimbiformes de hasta 50; son de color lilaceo, azulado o blanquecino, y tienen un diámetro de  unos 2 cm.

### Frutos
Los frutos de 0,5/1 cm de diámetro, presentan un color purpúreo-negruzco cuando maduros, y tienen una forma casi globosa. Contienen unas 20-30 simientes de 2-3mm, reniformes y aplanadas, con diminutas puntuaciones, de un color marrón claro.

## Distribución
Originaria del Brasil meridional, Argentina y Uruguay y extendida hoy día en gran parte de América del Sur. Cultivada como ornamental en prácticamente el mundo entero, bajo clima subtropical o templado. 

## Taxonomía
Solanum laxum fue descrita por Curt Polycarp Joachim Sprengel y publicado en Systema Vegetabilium, editio decima sexta 1: 682. 1825[1824].
Etimología
Solanum: nombre genérico que deriva del vocablo Latíno equivalente al Griego στρνχνος (strychnos) para designar el Solanum nigrum (la "Hierba mora") —y probablemente otras especies del género, incluida la berenjena —, ya empleado por Plinio el Viejo en su Historia naturalis (21, 177 y 27, 132) y, antes, por Aulus Cornelius Celsus en De Re Medica (II, 33). Podría ser relacionado con el Latín sol. -is, "el sol", debido a que la planta sería propia de sitios algo soleados.
laxum: epíteto latino que significa "amplio".
Citología
Tiene un número de cromosomas de 2n=24
Sinonimia
- Solanum boerhaaviifolium Sendt.
- Solanum boerhaaviifolium var. calvum C.V.Morton
- Solanum dietrichiae Domin
- Solanum jasminoides Paxton
- Solanum jasminoides var. boerhaaviifolium Kuntze (Sendt.)
- Solanum jasminoides subvar. glaberrimum Kuntze
- Solanum jasminoides var. normale Kuntze
- Solanum jasminoides subvar. pilosum Kuntze
- Solanum jasminoides subvar. pubinerve Kuntze
- Solanum triphyllum Vell.

## Nombres vernaculares
Falso Jazmín, Solano, Parra de la patata, Velo de novia, Jazmín solano, Flor de Sandiego, Manto de María.